# 系胤譜考
系胤譜考（けいいんふこう）は、盛岡藩命によりまとめた、刀差以上諸士の書上系図集。

## 概要
寛保3年(1743年)、盛岡藩士 伊藤祐清、円子記精親によりまとめられた、一族間で承認して藩へ提出された記録をそのまま掲載した系図集65巻。